# Polystalactica incerta
Polystalactica incerta är en skalbaggsart som beskrevs av Schein 1958. Polystalactica incerta ingår i släktet Polystalactica och familjen Cetoniidae. Inga underarter finns listade i Catalogue of Life.